# Piotr Adamczyk
Pour les articles homonymes, voir Adamczyk.
Piotr Adamczyk est un acteur polonais né le 21 mars 1972 à Varsovie (Pologne). En 2005, il incarne, pour la télévision, le pape Jean-Paul II dans le téléfilm Karol, l'homme qui devint pape,. Il reçoit la médaille d'argent du Mérite culturel polonais Gloria Artis en 2014.

## Filmographie
- 1995 : Les Maîtres des sortilèges (Spellbinder) (série télévisée) : Zander
- 1996 : Le Grand Galop (en) (Cwał) : Ksawery
- 1997 : Our God's Brother (pl) : Hubert
- 1998 : Slawa i chwala (feuilleton TV) : Józef 'Józio' Royski
- 1999 : Egzekutor : Doctor
- 1999 : Wrota Europy : Tadeusz Sztyller
- 2002 : Le Desir d'amour - Chopin : Frédéric Chopin
- 2002 : Kariera Nikosia Dyzmy : English Reader
- 2002 : Wszyscy swieci (TV) : Priest in Jedrzejów
- 2003 : Cialo : Parson
- 2003 : Lowcy skór : Dr. Andrzej Kwiatkowski
- 2004 : Dziupla Cezara (feuilleton TV) : Cezary 'Cezar' Kubik
- 2004 : Pensjonat Pod Róza (série TV) : Dr. Leon Jacek Kakietek (2004-2005)
- 2005 : Karol, l'homme qui devint pape (Karol, un uomo diventato Papa) (TV) : Karol Wojtyla
- 2007 : Testosteron, Kornel
- 2008 : Limousine, Lawyer
- 2008 : Lejdis, Artur
- 2008 : Nie klam, kochanie, Marcin
- 2009 : Second Life, Nicholas
- 2009 : Dans un Zoo, Adam Piotrczyk
- 2011 : Les Impliqués, Antoni
- 2012 : 11 settembre 1683 (aussi The Day of the Siege: September Eleven 1683) de Renzo Martinelli : Léopold Ier, empereur romain germanique
- 2013 : La Bataille de Westerplatte de Paweł Chochlew : Mieczysław Słaby (pl)
- 2016 : Je suis un tueur (Jestem mordercą) : Aleksander Stępski
- 2017 : The Art of Loving
- 2019: Le Nom de la rose (série TV) : Séverin de Sant'Emmerano